# Сумњива лица
Сумњива лица је српска телевизијска серија из 2016. године, снимљена у продукцији Радио-телевизије Србије и Филм де Лукс-а. Сценарио су написали Душан Милић, Петар Михаиловић, Слободан Обрадовић и Бобан Јевтић. Душан Милић је режирао првих 12 епизода по комедији  ДР, док су остале епизоде по комедијама Бранислава Нушића Мистер долар, Сумњиво лице, Народни посланик и Власт режирали редитељи Милан Коњевић, Дарко Лунгулов као и двојица редитеља дебитаната: Горан Станковић и Владимир Тагић. У серији је играло више од 150 глумаца свих генерација.

## Радња
Главни јунак серије је млади „доктор философије” Милорад Цвијовић, кога игра Никола Ракочевић, и његови амбициозни родитељи, отац Живота (Борис Исаковић) и мајка Љиљана (Јасна Ђуричић). Они на сваки начин желе да програмирају будућност свога сина, иако се он томе жестоко противи. Жеља родитеља да њихов лењи, незаинтересовани и размажени син, склон лаким и брзим задовољствима постане неко и нешто, моћна „зверка” у савременој Србији.

## Улоге
| Глумац                 | Улога                           |
| ---------------------- | ------------------------------- |
| Никола Ракочевић       | Милорад Цвијовић                |
| Борис Исаковић         | Живота Цвијовић                 |
| Јасна Ђуричић          | Љиљана Цвијовић                 |
| Анђелика Симић         | Анђа                            |
| Јована Стојиљковић     | Маја                            |
| Андрија Кузмановић     | Веља                            |
| Срђан Милетић          | Благоје                         |
| Бранислав Лечић        | Аца Бетон                       |
| Јелена Тркуља          | Сања                            |
| Слободан Бода Нинковић | Др. Пузигаћа                    |
| Милош Самолов          | Жика                            |
| Бојан Жировић          | Жан                             |
| Бранка Катић           | Смиљана                         |
| Милена Јакшић          | Гоца                            |
| Борис Миливојевић      | Јоша                            |
| Божидар Стошић         | Пиколо                          |
| Јована Гавриловић      | Марица                          |
| Миљана Гавриловић      | Леонора                         |
| Марко Гверо            | Буца                            |
| Младен Совиљ           | Столе                           |
| Бранислав Томашевић    | Ћетко                           |
| Игор Дамњановић        | Муња                            |
| Милош Ђуровић          | Радишин мали                    |
| Тамара Крцуновић       | Клер                            |
| Милош Влалукин         | Сине                            |
| Никола Вујовић         | Батица                          |
| Мирјана Карановић      | Тина                            |
| Јелена Ђокић           | Лепа                            |
| Данијел Корша          | Ди-џеј                          |
| Наташа Марковић        | Невенка                         |
| Гордан Кичић           | Алекса Жуњић                    |
| Бојана Грабовац        | Каћа                            |
| Мила Шаркић            | Промотерка 1                    |
| Милица Јевтић          | Промотерка 2                    |
| Душан Радовић          | Газда Спаса                     |
| Власта Велисављевић    | Таса                            |
| Марта Бјелица          | Оља                             |
| Јана Михаиловић        | Црнка 1                         |
| Гордана Ђокић          | Црнка 2                         |
| Милош Ђорђевић         | Зоки Муфлон                     |
| Владан Дујовић         | Кресоја                         |
| Марко Гиздавић         | Полицајац                       |
| Исидора Милиновић      | Плавуша 1                       |
| Василија Кокотовић     | Плавуша 2                       |
| Тома Курузовић         | Рајсер                          |
| Петар Михајловић       | Мирослав таксиста               |
| Исидора Минић          | Боса                            |
| Андреј Шепетковски     | Сава                            |
| Никола Шурбановић      | Кркан                           |
| Милош Тимотијевић      | Луковац                         |
| Милош Биковић          | Љубиша                          |
| Милица Гојковић        | Мала                            |
| Бранко Јанковић        | Радослав                        |
| Катарина Марковић      | Антигона                        |
| Драгана Ненадић        | Министаркина ћерка              |
| Миљана Поповић         | Мари                            |
| Миодраг Ракочевић      | Роби                            |
| Маја Суша              | Сузана                          |
| Сандра Бугарски        | Министарка                      |
| Стела Ћетковић         | Биља                            |
| Синиша Максимовић      | Старији новинар                 |
| Владимир Цвејић        | Старији новинар                 |
| Зинаида Дедакин        | Нада                            |
| Маријана Ђурђевић      | Госпођа Секулић                 |
| Иван Томашевић         | Политичар                       |
| Вања Ејдус             | Мина                            |
| Ђорђе Ерчевић          | Полицајац                       |
| Катарина Гојковић      | Милунка                         |
| Владимир Грбић         | Новинар                         |
| Синиша Максимовић      | Старији новинар                 |
| Душан Матејић          | Млађи новинар                   |
| Стеван Мрђеновић       | Млађи новинар                   |
| Милена Предић          | Нина                            |
| Никола Слијепчевић     | Политичар                       |
| Феђа Стојановић        | Министар Сивковић               |
| Слободан Тешић         | Господин Милић                  |
| Иван Томашевић         | Политичар                       |
| Оливера Викторовић     | Рада                            |
| Јелена Врцибрадић      | Новинарка                       |
| Александар Вучковић    | Уметник 1                       |
| Јоаким Вујић           | Уметник 2                       |
| Урош Арсеновић         | ИТ сектор                       |
| Јован Белобрковић      | Градски 1                       |
| Предраг Бјелац         | Мојсије Катанић                 |
| Данијела Бранковић     | Жена са два презимена           |
| Петар Ћирица           | Муштерија                       |
| Чарни Ђерић            | Професор                        |
| Драган Ђорђевић        | Полицајац                       |
| Нина Граховац          | Странка                         |
| Димитрије Илић         | Министар                        |
| Милош Јаџић            | Ди-џеј                          |
| Горјана Јањић          | Странка 2                       |
| Дарко Јоксимовић       | Професор                        |
| Милић Јовановић        | Гост                            |
| Немања Јовановић       | Градски 2                       |
| Дејан Карлечик         | Странка                         |
| Ново Кареновић         | Човек са крагном                |
| Ивана Ковачевић        | Професорка                      |
| Саша Кузмановић        | Професор                        |
| Михаило Лаптошевић     | Странка                         |
| Биљана Малетић         | Гошћа                           |
| Пеђа Марјановић        | Извршитељ                       |
| Ђорђе Марковић         | Агент за некретнине             |
| Иван Марковић          | Ди-џеј                          |
| Марко Марковић         | Дилер                           |
| Милан Мијушковић       | Радиша                          |
| Љубиша Милишић         | Странка                         |
| Јелена Митровић        | Девојка са позоришне продукције |
| Бора Ненић             | Пацијент                        |
| Дамијан Оклопџић       | Боби                            |
| Марија Опсеница        | Особа                           |
| Катарина Пајић         | Странка                         |
| Невена Пајић           | Странка                         |
| Мирко Пантелић         | Муштерија                       |
| Милош Петровић         | Ћелавац                         |
| Саша Филиповић         | Особа                           |
| Ивана Радоња           | Секретарица                     |
| Владимир Радовић       | Човек школован у иностранству   |
| Даница Радуловић       | Докторка                        |
| Небојша Рако           | Ди-џеј                          |
| Јелена Ракочевић       | Новинарка Исидора               |
| Небојша Рашовић        | Дилер                           |
| Нада Шаргин            | Сенка                           |
| Бранка Селић           | Чистачица                       |
| Горан Смакић           | Гост                            |
| Славица Стијовић       | Трудница                        |
| Дејан Стојаковић       | Курир                           |
| Ђорђе Стојковић        | Момак                           |
| Јован Торачки          | Рале                            |
| Урош Урошевић          | Странка                         |
| Јован Живановић        | Момак                           |